# Salade niçoise (bande dessinée)
Pour les articles homonymes, voir Salade niçoise (homonymie).
Salade niçoise est une bande dessinée d'Edmond Baudoin, parue chez L'Association en 1999.